# Obracam w palcach złoty pieniądz
Obracam w palcach złoty pieniądz – piosenka polskiego zespołu rockowego Perfect pochodząca z ich debiutanckiego albumu Perfect wydanego w 1981 roku, zaśpiewana przez Zbigniewa Hołdysa. Inspiracją dla tekstu napisanego przez Bogdana Olewicza była twórczość Jimiego Hendriksa Została wydana na płycie analogowej jako piąty singel zespołu. Utwór pojawił się również na ścieżce dźwiękowej filmu Jack Strong.

## Cover Krzysztofa Zalewskiego
W 2015 roku w ramach Męskiego Grania 2015 utwór zinterpretował Krzysztof 'Zalef' Zalewski i jego wykonanie "na żywo" jako singel promocyjny 9 listopada 2015 wydała firma Kayax.

### Notowania
- Lista Przebojów Trójki: 14[4]